# Resi Hammerer

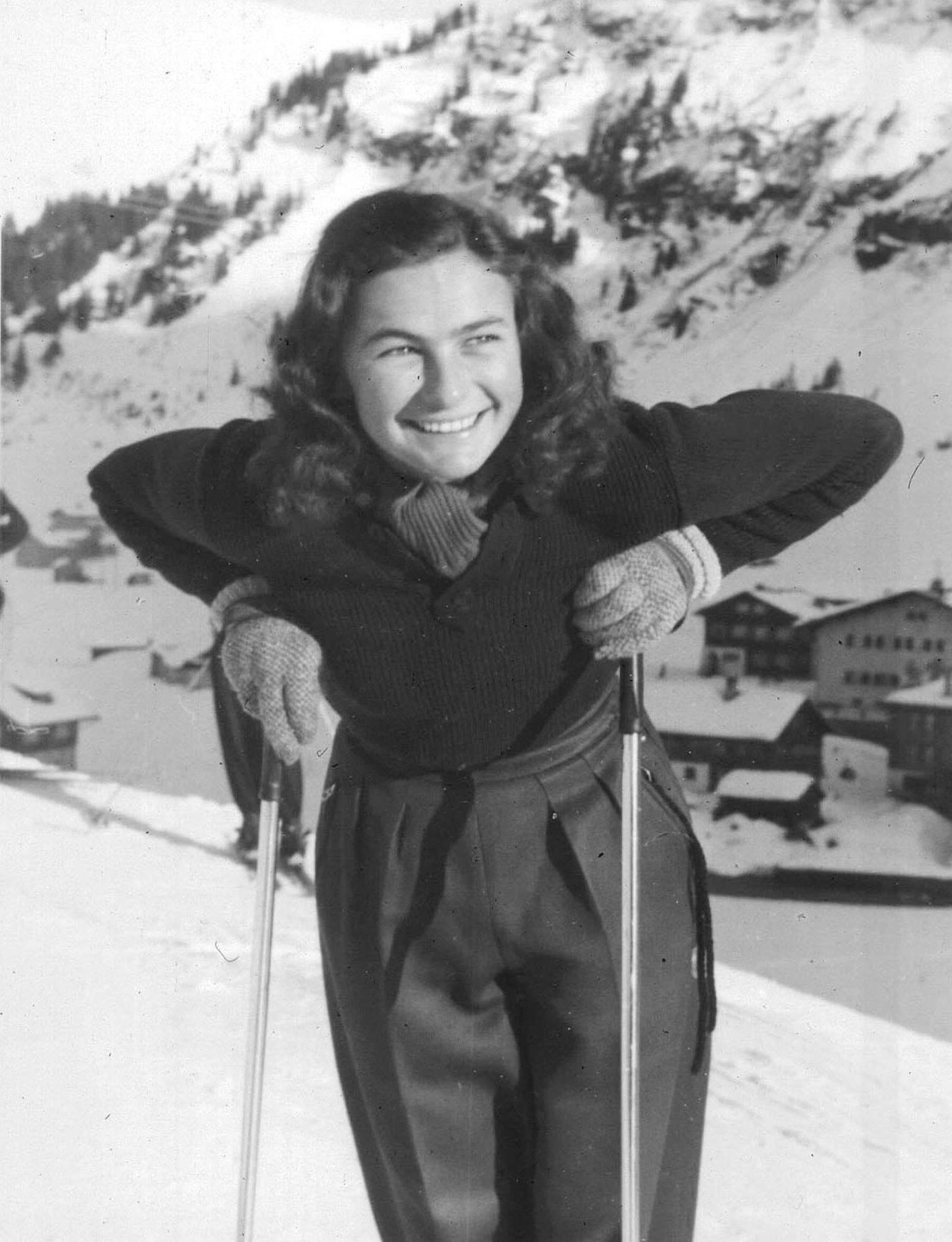
Hammerer Resi vom Skiclub Kleinwalsertal in Lech am Arlberg

Therese „Resi“ Hammerer (* 18. Februar 1925 in Hirschegg; † 14. Juni 2010) war eine österreichische Skirennläuferin. Sie gewann die Bronzemedaille in der Abfahrt bei den Olympischen Winterspielen 1948, wurde vierfache österreichische Meisterin und gewann mehrere internationale Rennen.

## Biografie
Hammerer begann bereits als Jugendliche mit dem Skirennsport. Die Vorarlbergerin aus dem Kleinwalsertal besuchte die Handelsschule im schwäbischen Oberstdorf und wurde 1944 und 1945 Schwäbische Meisterin. Im Jahr 1946 erzielte sie beim Österreichischen Ländertreffen in Eisenerz mit zwei dritten Plätzen in Abfahrt und Slalom den zweiten Platz in der Kombinationswertung. Im selben Jahr gelang ihr auch der erste Sieg in der Abfahrt des Gamperney-Derbys in Grabs.
Im Winter 1946/47 gewann Hammerer bei den Rennen um das Weiße Band in St. Moritz die Abfahrt und die Kombination, wurde Zweite in der Abfahrt von Grabs und Österreichische Meisterin im Slalom. In der Saison 1947/48 erreichte die Vorarlbergerin zwei dritte Plätze in Abfahrt und Kombination des Westenpokals in Lech. Bei den Olympischen Winterspielen 1948 in St. Moritz gewann sie hinter der Schweizerin Hedy Schlunegger und der Österreicherin Trude Beiser die Bronzemedaille in der Abfahrt und belegte den siebenten Platz im Slalom. In der Kombination fiel sie aber nach einem verpatzten Kombislalom (Rang 17) auf den 12. Platz zurück.
Im Winter 1948/49 siegte Hammerer in der Hahnenkammabfahrt von Kitzbühel und belegte dort Rang zwei im Slalom und in der Kombination. Ebenfalls Zweite wurde sie in St. Anton im Slalom und in der Kombination der Arlberg-Kandahar-Rennen, in der Abfahrt kam sie auf den dritten Platz. In Villach gewann sie drei österreichische Meistertitel in Abfahrt, Slalom und Kombination. Bei den Weltmeisterschaften 1950 in Aspen blieb Hammerer hinter den Erwartungen und holte keine Medaille. Bestes Resultat war Platz sieben im Riesenslalom. Bei den anschließenden Nordamerikarennen gelangen ihr noch ein Riesenslalomsieg am Mount Lincoln in Sugar Bowl. Nach der Saison beendete sie ihre sportliche Karriere.
Bereits 1949 begann Hammerer mit der Produktion eigener Skibekleidung und eröffnete in Bregenz ein Sport-Mode-Geschäft. In den 1950er- und 1960er-Jahren folgten weitere Filialen in Wien und Linz. Neben der Winterbekleidung wurde sie vor allem für ihre Trachten- und Loden-Kollektionen international bekannt und erhielt mehrere Auszeichnungen.

## Erfolge

### Olympische Winterspiele
- St. Moritz 1948: 3. Abfahrt, 7. Slalom, 12. Kombination

### Weltmeisterschaften
- St. Moritz 1948 : 3. Abfahrt, 7. Slalom, 12. Kombination
- Aspen 1950: 7. Riesenslalom, 9. Slalom, 10. Abfahrt

### Österreichische Meisterschaften
Hammerer wurde vierfache österreichische Meisterin:
- Slalom: 1947 und 1949
- Abfahrt: 1949
- Kombination: 1949

## Auszeichnungen
- Ehrenzeichen für sportliche Leistungen in Gold des Landes Vorarlberg 1961
- Modepreis der Stadt Wien 1985
- Goldenes Verdienstzeichen der Republik Österreich 1996